# 瓦拉米
23°21′13″N 121°11′11″E / 23.353722°N 121.186368°E
瓦拉米（布農語：、；日語以音似的日文漢字「／ Warabi」轉譯），又名瓦拉鼻，臺灣地名，為玉山國家公園旅遊景點之一，位於距離步道口約14公里處（14.5公里處），海拔高度1,060公尺，為瓦拉米步道終點，也是玉山國家公園山地管制區東部入口，由此進入得先辦理入山證才能合法登山。全區皆座落於花蓮縣卓溪鄉卓清村境內，唯一對外交通仰賴八通關越嶺道，其中瓦拉米步道是屬一部分，分別向東直達步道口則可接臺30線通往南安、玉里等地，向西則可通往南投東埔。當地在日治時期曾有設立駐在所、招待所、酒保，玉山國家公園設立後，在原地興建山屋，以供宿之用。因臺灣黑熊在大分、瓦拉米一帶經常出沒，使瓦拉米也成為研究臺灣黑熊的重要區域之一。

## 歷史

### 日治以前
布農族人原居住在巒大溪、郡大溪、丹大溪等流域，大約在18世紀下半葉才開始遷徙，翻越中央山脈過來到拉庫拉庫溪流域建立部落，最初是在北岸支流的流域，主要為阿桑來戛社，爾後才分散到喀西帕南、伊霍霍爾、哈比、塔里沙南和卓麓等地，其中在瓦拉米地區則有喀西帕南、佳心、哈比、塔里沙南等4個部落。

### 日治時期
日本政府統治臺灣後，先由陸軍步兵中尉長野義虎進行地理探險，之後陸續由鳥居龍藏、森丑之助、安井萬吉等人為學術研究而前來拉庫拉庫溪流域調查。日本勢力自1909年進入到拉庫拉庫溪流域開始，台灣總督府推行五年理蕃政策，強制沒收族人賴以維生的槍枝，布農族人因而發動喀西帕南、小川、大分、阿桑來戛等一連串的抗日行動:361,373,382，使日人決定開闢八通關越嶺道，分成東段與西段施工。1919年6月10日，八通關越嶺道東段先由第一期工程動工，施築路段東自璞石閣（今玉里），西迄伊霍霍爾溪谷為止。1920年3月27日，東段第一期工程竣工，並於6月29日設置卓麓、鹿鳴、大仙（今大心）、山風、佳心、黃麻、桃林、蕨、綠（今美托利 ）、山陰和石洞等11座駐在所。1930年，花蓮港廳將監視區所轄各駐在所改正，總共有19座駐在所劃設為第五監視區，分別是桃林、蕨、綠、多多訓、山陰、十里、石洞、抱崖、沙墩、新崗、十三里、魯崙、哈哈比、華巴諾、賽珂、大分、轆轆、土葛、打打訓。1930年代之後，蕃情穩定，較少有原住民抗日事件發生，臺灣的登山活動因此盛行，許多高校學生都會借道攀登新高山（今玉山），使沿線有設置客間的駐在所都會出現高校學生借宿。1935年至1944年之間，蕨駐在所設有酒保。1939年，花蓮港廳再次將監視區所轄各駐在所改正，範圍涵蓋佳心、黃麻、蕨、綠、多多訓等5座駐在所都劃設為蕨監視區，其中桃林、阿桑來戛等2座駐 在所給予裁撤。1944年，日本政府為因應戰爭需要，使臺灣的財政吃緊，包括蕨駐在所在內，將八通關越嶺道沿線的駐在所全數裁撤。

### 戰後至今
國民政府接收臺灣後，林務局於1950年代為林業工作的需要，在瓦拉米設立護管所。1977年9月，行政院提出新中部橫貫公路計畫，規劃嘉義玉山線、水里玉山線、玉里玉山線等三條路線，其中玉里玉山線將計畫沿八通關古道闢建，此舉引發國家公園的設立討論。1981年8月，玉里玉山線動工興建。1985年4月，以玉山為中心，包括瓦拉米在內，將花蓮縣、南投縣、嘉義縣、高雄縣（今高雄市）劃入玉山國家公園範圍，並成立玉山國家公園管理處。當玉山國家公園設立後，玉山國家公園管理處在瓦拉米護管所東方興建木造山屋。1986年4月，行政院依據環境影響評估的結果，認為對生態保育與自然面貌的維護有不良影響，決議放棄玉里玉山線興建計畫。1991年1月1日，玉里玉山線通車，其路段自玉里僅到瓦拉米步道口便終止。1999年發生921大地震，瓦拉米步道在大分、喀西帕南、佳心皆受到土石崩落而阻斷。2000年，受到颱風引發土石流而沖毀瓦拉米吊橋，故興建新橋，工程於2003年完成。1999年10月27日，玉山國家公園管理處將瓦拉米地區變更為生態保護區。2002年，玉山國家公園管理處將原有的護管所與木造山屋拆除，原地興建外觀呈三角架構的鋼骨山屋，以做為瓦拉米山區可提供緊急避難的場所。2008年1月16日，行政院核定瓦拉米步道在佳心以東的區域變更為生態保護區，依法實施入園證申請管制。2009年10月22日，由於臺灣黑熊有頻繁出沒在瓦拉米步道的跡象，玉山國家公園管理處因此在步道上設置「小心黑熊」警告標誌。2012年11月12日，媒體指出有生態攝影團隊在瓦拉米山屋附近目擊保育類野生動物黃喉貂，牠們成群結隊在翻攪垃圾桶尋找食物。

## 地理

### 氣候
根據林文和於1995年完成的研究報告，將瓦拉米測候站1993年4月至1994年3月的氣象數據整理出表格。瓦拉米年平均溫約17.8℃，年平均最高溫21.94℃，年平均最低溫14.84℃，以1月份氣溫9.23℃最低，7月份氣溫28.63℃為最高。年雨量介於2800㎜～3200㎜之間，年降雨日數約170日，5月至10月為雨季。因山谷地形使山區呈潮濕多雲霧的氣候型態，且夏季平日乾燥，逢颱風或雨季則較為潮濕，到冬季則濕度較於夏季偏高，故四季不明顯，山區溪谷的氣候多變。其相對濕度介於80%～93%之間，是屬重濕型氣候。

### 地形
瓦拉米地區面積廣達6,562公頃，其範圍自拉庫拉庫溪谷起，向南涵蓋至可可爾博山、大里仙山等山系連成一脈為界，東西夾於山風一號吊橋、伊霍霍爾溪谷之間，全境平均高度約海拔250公尺至3,000公尺之間，其最高處可達海拔3,006公尺。全區地勢以拉庫拉庫溪谷最低，海拔約250公尺至至700公尺之間，往南高度攀升至可可爾博山（海拔2,926公尺）、大里仙山（海拔2,043公尺），呈北低南高之傾面地形。其坡度除山風、佳心、瓦拉米等地平緩，其餘皆40%以上，其中瓦拉米以東之區域都超過65%以上。其境內主要河流黃麻溪、伊霍霍爾溪全屬拉庫拉庫溪流域，至卓麓與清水溪匯流後，最後注入主流秀姑巒溪。受到拉庫拉庫溪流貫瓦拉米地區，加上境內許多支流的切割，地形上有崩崖、瀑布、峽谷和河岸階地等地景，且境內山峰層綿，呈現出肩狀平坦稜、圓丘狀山頂、U狀鞍部和楔形蝕谷等山貌。

### 地質
瓦拉米地區的地質隸屬大南澳片岩，是種古生代晚期變質雜岩的地層，可分成太魯閣層與玉里層，兩者接合帶約在黃麻溪谷，其中在瓦拉米一帶則是屬於太魯閣層。顏滄波認為太魯閣層東方與玉里層相接之處應有壽豐斷層，後來臺灣省礦務局（今經濟部礦務局）也在瓦拉米地區做過地質調查，依據岩層變化、岩層位態以及從地上追蹤矽質片岩延伸的狀況來判斷，沒有發現到斷層存在的跡象。
根據王鑫的地質調查，太魯閣層在瓦拉米分割出不同的岩性區段：自瓦拉米以東至黃麻之間，則為絹雲母石墨石英等片岩類；自瓦拉米以西至新崗之間，則為結晶石灰岩（大理石）為主，間夾綠色片岩、石英片岩。以瓦拉米步道而言，從步道口進 來至3K，此區段以千枚岩與板岩為主，3K至13.5K之區段則以雲母、石墨、石英片岩為主，自13.5K直達步道終點瓦拉米，此區段則以結晶石灰岩（大理石）為主，間夾綠色片岩、石英片岩為主，另在黃麻至瓦拉米之間的步道旁，可見岩壁上黑色片岩。

### 礦產
王鑫在黃麻至新崗之間調查出銅礦，位置是在結晶石灰岩（大理石）與絹雲母、石墨、石英等片岩類之交界處。郭城孟則指出瓦拉米附近以黃銅礦與黃鐵礦分布為主，附著於綠色片岩的片理間。日治時期曾有做過探勘調查，瓦拉米地區礦藏量總共16,000噸，平均含銅量1%，在距離約瓦拉米500公尺處的道路旁有一坑洞，可能是日治時期採礦所留下的礦坑，後來因為銅藏量極微，山區交通不便，不俱開採價值而告終。
臺灣省礦務局（今經濟部礦務局）曾以瓦拉米為中心，東西以黃麻至新崗之間為界，南北以拉庫拉庫溪谷至斯巴夫南之間為界，在這40平方公里範圍內調查大理石礦床。依色澤可區分出白色大理石、淺灰色半透明大理石、黑色大理石等3種，並發現瓦拉米地區以淺灰色與黑白的大理石片理相當發達，尤以接近地表最為發達，因此岩體破碎不完整，有直徑從數公分至數十餘公分不等的碎屑或小岩塊，僅白色大理石因片理不發達而能保有完整岩體，普遍都呈數立方公尺以上的巨大岩塊。根據臺灣省礦務局的計算結果，能提供給建材使用的白色大理石，蘊藏於瓦拉米地區就有530萬噸之礦藏量。

## 史蹟

### 瓦拉米部落
瓦拉米住民多屬巒氏族，其部落名取自布農語，意指大家一起跟著某人做某件事，比如跟著頭目一起去出草。日語以音似的日文漢字「／ Warabi」轉譯，乃碗蕨科蕨屬植物。此地名日文漢字／實乃日語譯音與布農語音近似而得，與原蕨這一植物本身沒有關聯，然根據郭城孟教授的調查，瓦拉米步道記錄有165種蕨類植物，其中6種屬珍稀植物，堪稱台灣蕨類的故鄉。日本戰敗後，國民政府接收臺灣，聯勤航空測量署則標繪為「瓦拉鼻」，但大部分都習稱為「瓦拉米」，是由日語讀音直譯而來。
布農族人從巒大溪、郡大溪、丹大溪等流域遷徙過來 ，然後再從拉庫拉庫溪北岸支流的部落向南岸遷徙，在瓦拉米地區建立喀西帕南、佳心、哈比和塔里沙南等四個部落。日治時期，為繪製《蕃地地形圖》而分劃出伊霍霍爾社、喀西帕南社、中社的勢力範圍，其中喀西帕南社則標示著「カシバナン社」。喀西帕南社範圍是介於現今瓦拉米山屋與下黃麻溪部落路支稜間的急陡山腰上，涵蓋黃麻溪東、西兩岸的各部落，如佳心、斯巴夫南、瓦拉米和喀西帕南等部落皆屬之。後來受到臺灣總督府實施集團移住政策，拉庫拉庫溪流域的布農族各部落皆被以誘勸、強迫等方式遷移下山，現今居住在卓溪、卓麓、南安、清水、古風、秀巒、石平和崙天等9處。

### 八通關越嶺道
八通關越嶺道西起東埔，東迄璞石閣（今玉里），工程分東段、西段進行，其中東段全長82公里145公尺，平均路寬1.2公尺至1.8公尺之間，高度由海拔140公尺向西上升至3,280公尺，全線完工後命名「八通關越道路」。八通關越嶺道東段在過鹿鳴橋後，便沿拉庫拉庫溪南岸向西行，在沿線存留山風、佳心、瓦拉米等處的駐在所遺址有保存完整的石砌牆面與駁坎，在喀西帕南駐在所附近有一座為紀念日本警察因喀西帕南事件喪生所設立「カシバナ事件殉職者之碑」。

### 蕨駐在所
日人在瓦拉米設立蕨駐在所，為能有效掌控當地布農族，選在稜線上興建了辦公室及官舍，因此視野良好，能展望北方整個塔洛木溪谷，以及附近的阿不郎、阿桑來戛等部落。蕨駐在所的平台只有一階，座落於八通關越嶺道上方，因此道路是從門口下方通過，是座南朝北的建築格局。國民政府來臺後，林務局為林業工作之需，才改道直通蕨駐在所。
此外，蕨駐在所佔地寬廣，設有招待所、酒保，其規模僅次於大分與托馬斯。招待所的設置是為提供登山過夜與日本警官住宿的客間。酒保類似雜貨店功能，販售民生物品與孩童食用的零嘴糖果，專門提供給當地服務的日本警察及眷屬所需，販售品都是聘僱挑夫從玉里補進來。蕨駐在所地處距離玉里約一日路程，步行當天即可抵達。

## 生態

### 植物
根據郭城孟的調查研究，瓦拉米地區計有125科360屬527種的維管束植物，其中蕨類植物有165種，裸子植物有9種，雙子葉植物有308種，單子葉植物有45種，其境內共發現13種植物是屬瀕危物種，分別是松葉蕨、垂枝石松、杉葉石松、擬日本卷柏、連孢一條線蕨、岩鳳尾蕨、臺灣粗榧、臺灣黃杉、臺灣杉、臺灣紅檜、臺灣香檬、琉球山素英和小葉鐵仔。其植群則有青剛櫟－菲律賓楠群叢、青剛櫟－臺灣雅楠群叢、大葉柯－假長葉楠群叢和臺灣紅檜－大葉柯群叢等5種類型，其植被帶可區分出亞熱帶常綠闊葉林、暖溫帶常綠闊葉林、溫帶常綠闊葉林下帶及溫帶針葉闊葉混合林，高度分布自海拔250公尺攀升至2500公尺以上，但因溫帶針葉闊葉混合林的 調查區域超過海拔2500公尺以上，未能確切調查得知其實際分布高度有多高。
單就以分布在瓦拉米海拔1,060公尺的區域而論，則是位於海拔900公尺至海拔1800公尺之間的溫帶常綠闊葉林下帶。該區的植群可分成3種類型：大葉柯－假長葉楠群叢是以大葉柯、假長葉楠、臺灣雅楠和鬼石櫟為優勢物種，常見伴生物種有森氏紅淡比、烏心石、薯豆、長葉木薑子、山枇杷和西施花；臺灣赤楊－五節芒先鋒群叢是以臺灣赤楊、五節芒為優勢物種，生長分布於崩崖或碎石地，呈小面積型態存在；臺灣胡桃－假長葉楠過渡群叢是以臺灣胡桃、假長葉楠和大葉柯為優勢物種，其它常見物種有長梗紫、臺灣八角金盤、全緣卷柏、川上氏雙蓋蕨和冷清草，該群叢處於演替中期 之過渡群叢。
在瓦拉米步道的沿途植物景觀，可根據林文和的調查研究得知。瓦拉米有臺灣胡桃及柳杉構成的林相，還有紫色通泉草、小蒼蘭花在4月至8月開花期間，使景觀呈現出紫、紅、綠等3種顏色。從黃麻到佳心之間，有山蘇、蛇木林、柳杉和孟宗竹林，在途中的溪流山澗還會有附著濕生植物生長。下到山風，沿途景觀則以成片的海棠花和山杜鵑為主。

### 動物
根據林文和翻閱過去文獻得知，瓦拉米地區有被記錄到哺乳類動物共21種，80種鳥類，17種爬蟲類，8種兩棲類及123種蝶類。根據郭城孟的調查研究，在瓦拉米地區發現到9種中大型哺乳類動物，其中有5種是屬保育類野生動物，分別是臺灣長鬃山羊、臺灣水鹿、臺灣山羌、白鼻心和臺灣獼猴，其它4種發現則為非保育類動物，分別是臺灣野豬、大赤鼯鼠、白面鼯鼠和赤腹松鼠。鳥類有藍腹鷴、大冠鷲、小剪尾、深山竹雞、冠羽畫眉、白耳畫眉、青背山雀、紅頭山雀、紅山椒鳥、鉛色水鶇、帝雉、朱鸝、藪鳥、黃魚鴞和臺灣紫嘯鶇等15種保育類，其中因為瓦拉米地區的林相，遮蔽性足夠，在甚少人為干擾下，已經有藍腹鷴、帝雉、 黃魚鴞在此棲息。
王穎曾在1992年至1994年間對瓦拉米地區做過調查，山豬、飛鼠、臺灣獼猴和臺灣長鬃山羊都是常見的動物，而且有臺灣黑熊、棕簑貓在此出沒。其中，臺灣黑熊常在瓦拉米地區出沒，與大分地區同為研究臺灣黑熊的重要區域。根據玉山國家公園2009年5月份保育巡查紀錄，曾在瓦拉米山屋發現臺灣黑熊留下排遺。国立東華大學研究團隊曾在2009年5月20日目擊臺灣黑熊，發現地點位在瓦拉米通往大分，其距離約5公里的路程上。
郭城孟在調查期間曾目擊到白鼻心、臺灣水鹿、臺灣長鬃山羊都在佳心以西之區域出沒，尤其以臺灣水鹿的出沒地點距離瓦拉米最近，位於駐在所西方約1公里處。還有，每當夜晚及晨昏時，還能聽見臺灣山羌的吠叫聲。臺灣獼猴則相當易見，從步道口一直到海拔3,000公尺深山都有牠出沒，王穎的調查則發現牠出沒於佳心以西之區域，郭城孟則是在步道口與山風一號吊橋都有目擊到牠。

## 交通

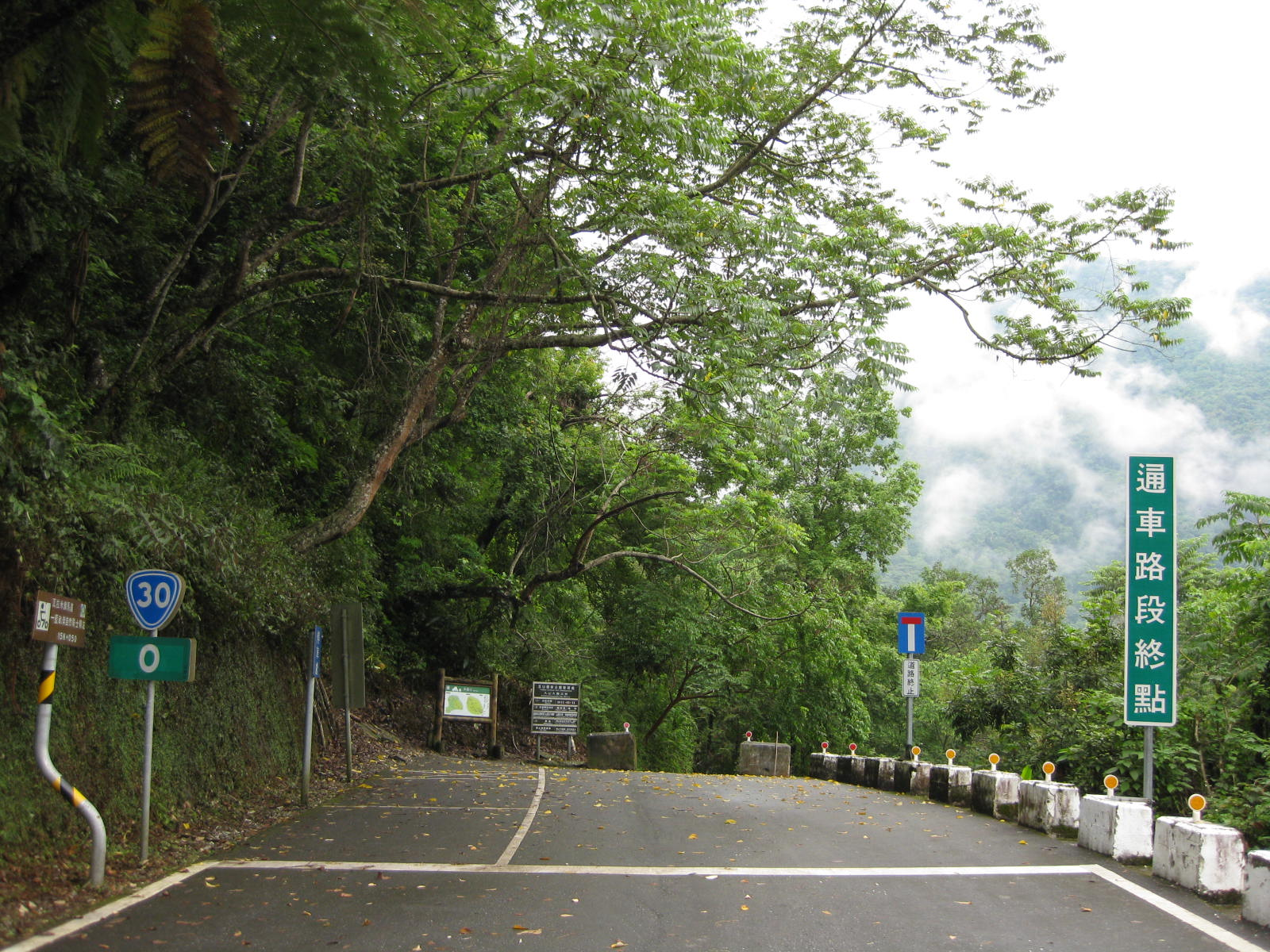
瓦拉米步道口位於臺30線OK起點之處，由此進入步道可抵達步道終點「瓦拉米」。

瓦拉米是瓦拉米步道的終點，向東行即瓦拉米步道，下山步行距離到步道口得耗費260分鐘（上山則320分鐘），一出步道口即是臺30線，距離南安遊客中心約15分鐘車程，不僅是玉山國家公園東部園區唯一對外交通，也是瓦拉米仰賴的唯一道路。
步道口位置原為臺18線192K，是鋪設柏油路面的終止處。隨玉長公路開通後，臺18線自步道口以東之路段被併編為臺30線，步道口位置就成了臺30線0K起點之處。受惠於玉長公路的開通，使瓦拉米一出步道口後，沿臺30線而行則不僅可直達玉里，也與花東海岸線串聯起來。 由花東海岸線而來，可於寧埔取道臺30線直達瓦拉米步道，車程需約1小時。由花蓮、臺東等地而來，可藉由臺9線直達玉里，再轉接臺30線往玉山國家公園方向而行即達，車程依出發地而定，最遠不超過車程2小時。
由於地處深山，瓦拉米東接瓦拉米步道，西銜八通關越嶺道，為通往東埔、玉山、新康山和大水窟的登山要道。新康山是由抱崖下達瓦拉米，再借道瓦拉米步道接上臺30線即出。大水窟為八通關越嶺道之分界，位於中央山脈主稜上，自瓦拉米藉八通關越嶺道可直達，再由大水窟開始縱走中央山脈主稜，攀登各群峰百岳。繼續由八通關越嶺道翻過中央山脈，最終可聯絡到南投東埔，再由投60線即接新中橫公路通往信義、水里等地。瓦拉米亦可藉八通關越嶺道於八通關分叉路口開始改走玉山，最後接至新中橫公路，通往阿里山、嘉義等地。

## 設施

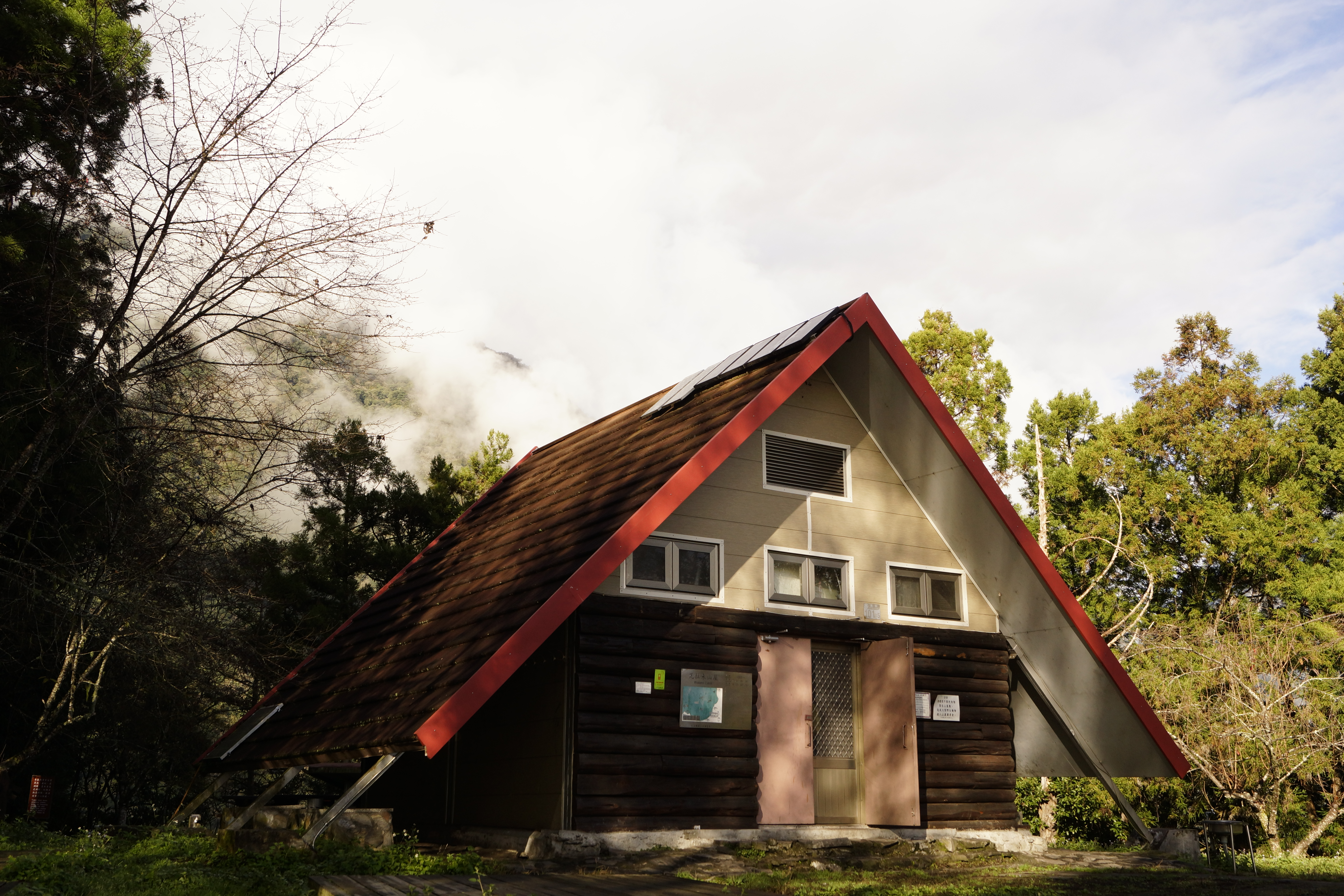
瓦拉米山屋。

### 瓦拉米橋
瓦拉米吊橋位於瓦拉米步道12.3公里處，原是鋼管棧橋，橫跨大理石溪谷，為黃麻溪支流之一，由桃林駐在所通往蕨駐在所之間一座橋樑。原橋損壞後，玉山國家公園管理處才另建新橋，命名為「瓦拉米橋」。瓦拉米橋全長60公尺，以鋼纜主索直接錨定於岩壁，只有單側有鋼管橋柱，再配以預力地錨錨座固定，其橋面鋪設面板供人行走。

### 瓦拉米山屋
玉山國家公園管理處在此有設置瓦拉米山屋，建材採用鋼骨結構建造，提供太陽能供電、雨水集設施、簡易廁所等設施，可容納24人過夜住宿，水源可就近在林內取水。

### 瓦拉米步道
瓦拉米步道位於玉山國家公園東部園區，全長14公里（14.5公里），是沿著日人興建的八通關越嶺道所規劃的步道，為八通關越嶺道東段的一部分。瓦拉米步道口設於山風，海拔550公尺（600公尺），與臺30線（原為臺18線）銜接，其路線沿拉庫拉庫溪南岸而行，高度一路向西攀升，終迄於瓦拉米，海拔1,060公尺。自步道口進來，沿線景觀與設施有山風一號吊橋、山風二號吊橋、山風瀑布、拉庫拉庫溪谷、黃麻一號吊橋、黃麻二號吊橋、黃麻溪谷、瓦拉米橋、瓦拉米山屋及沿途山澗等，沿線景點與遺跡則在山風、佳心、黃麻、瓦拉米皆有日治時期留下的駐在所平台。

## 註解
1. 1 2  「14公里」是根據《玉山國家公園東部園區（山風－瓦拉米）實質規劃研究》[3]。玉山國家公園網站則出現兩種記載：瓦拉米步道介紹是「全長14.5公里」，導覽地圖則顯示瓦拉米步道里程「4.2K」、「4.9K」、「3.2K」、「1.7K」，即全長14公里[4]。
2. ↑  18世紀下半葉指1749年～1799年，是根據1999年發表《玉山國家公園瓦拉米地區生態資源與經營管理之研究》記載：「約在250至200年前自中央山脈西側之郡大溪、巒大溪與丹大溪流域遷徙至此」去推估[9]。
3. ↑  1988年之前，玉里玉山線預定路線是沿八通關古道闢建，新聞媒體則誤將日人闢建的「八通關越道路」當成是清代吳光亮開闢的「中路」，直到楊南郡在1988年完成全線探勘後，大水窟以東的八通關古道路線是在拉庫拉庫溪北岸更北方的位置，而且總共有三條不同路線，與公布的玉里玉山線預定路線是有一大路段沒接觸到清代吳光亮開闢的中路[12][13][14]。
4. ↑  出處於2000年12月《玉山國家公園「集集大地震後環境與歷史遺跡之變異調查」暨「電子文化與自然資源地圖」之研究》，林誠謙主持研究，玉山國家公園管理處委託，檔案存於中央研究院計算中心GIS 空間資訊技術處理與運用網站[17]。
5. ↑  わらび是平假名[2]。ワラミ是片假名[1]。
6. ↑  大部分都習稱瓦拉米，這說法是根據本條目陳列的來源全都是使用「瓦拉米」稱之，以及對照玉山國家公園網站對於瓦拉米相關介紹也都常用此稱。

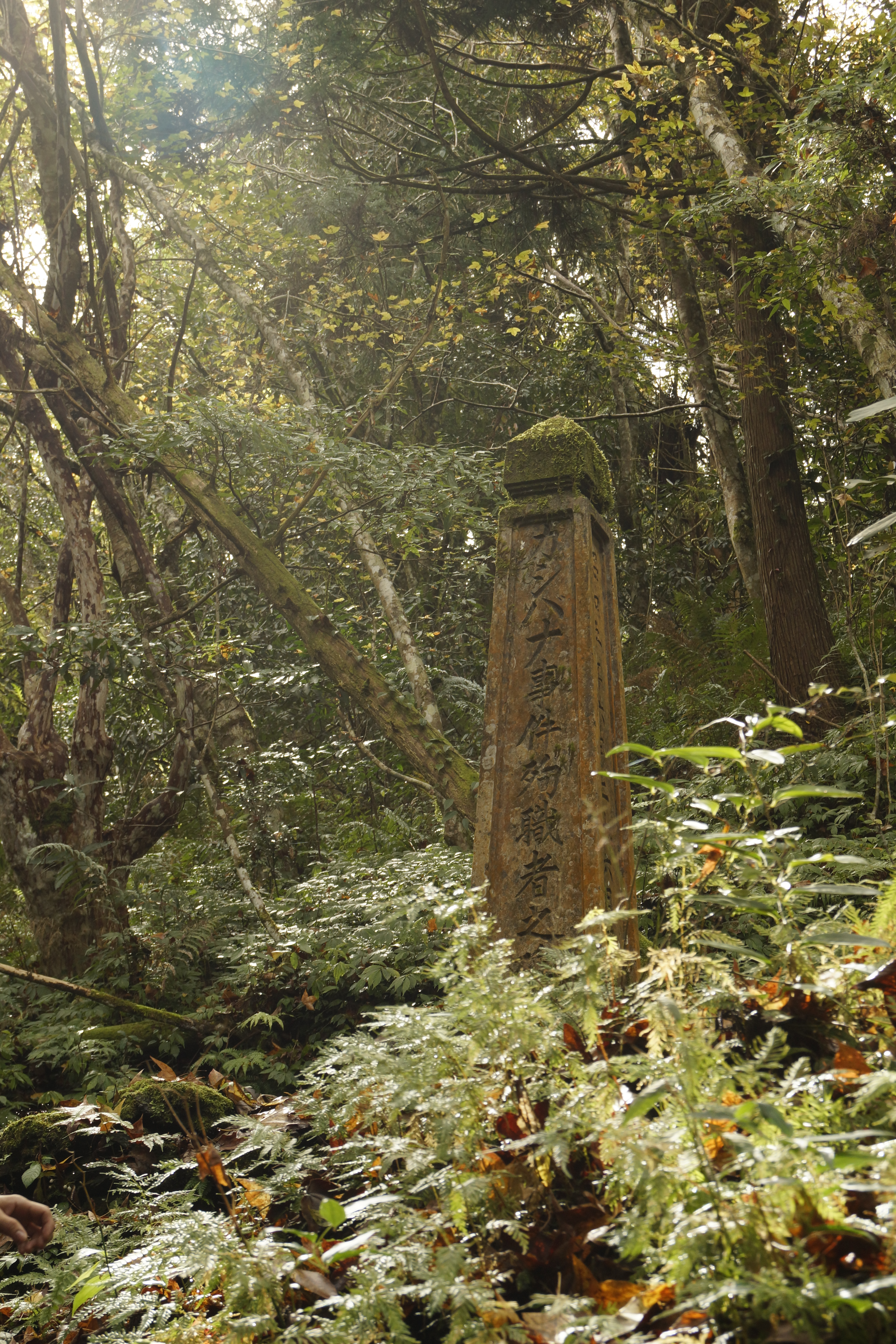
カシバナ事件殉職者之碑。

7. ↑  八通關越嶺道在本條目是指日治時期闢建於拉庫拉庫溪南岸之路線，與北岸之清代吳光亮闢建中路是不同路線、不同年代，玉山國家公園將八通關古道納入史蹟保存區，便是指清代留下的中路，即俗稱「八通關古道」[2][26]。
8. 1 2  行政院於2007年1月9日公告，原臺18線東段銜接臺9線之花蓮山風至玉里路段，計長15.026公里，全併入編制為臺30線[30]。
9. ↑  玉長公路全程耗時30分鐘車程[32]。由玉里至步道口之路段則耗時30分鐘車程[33]。
10. ↑  投60線是東埔唯一道路，距離新中橫公路約8公里車程[37]。
11. ↑  「550公尺」是根據《八二粁一四五米》[2]。玉山國家公園則在瓦拉米步道介紹「沿著拉庫拉庫溪攀爬於600－1060公尺高」[4]。